# Луїс Аріель Моліна
Луїс Аріель Моліна (ісп. Luis Ariel Molina; 7 березня 1988) — аргентинський легкоатлет, що спеціалізується з бігу на довгі дистанції, олімпієць.

## Виступи на Олімпіадах
| Олімпіада           | Дисципліна       | Місце |
| ------------------- | ---------------- | ----- |
| Ріо-де-Жанейро 2016 | марафонський біг | 89    |